# Demokratische Partei (Japan, 1996–2016)

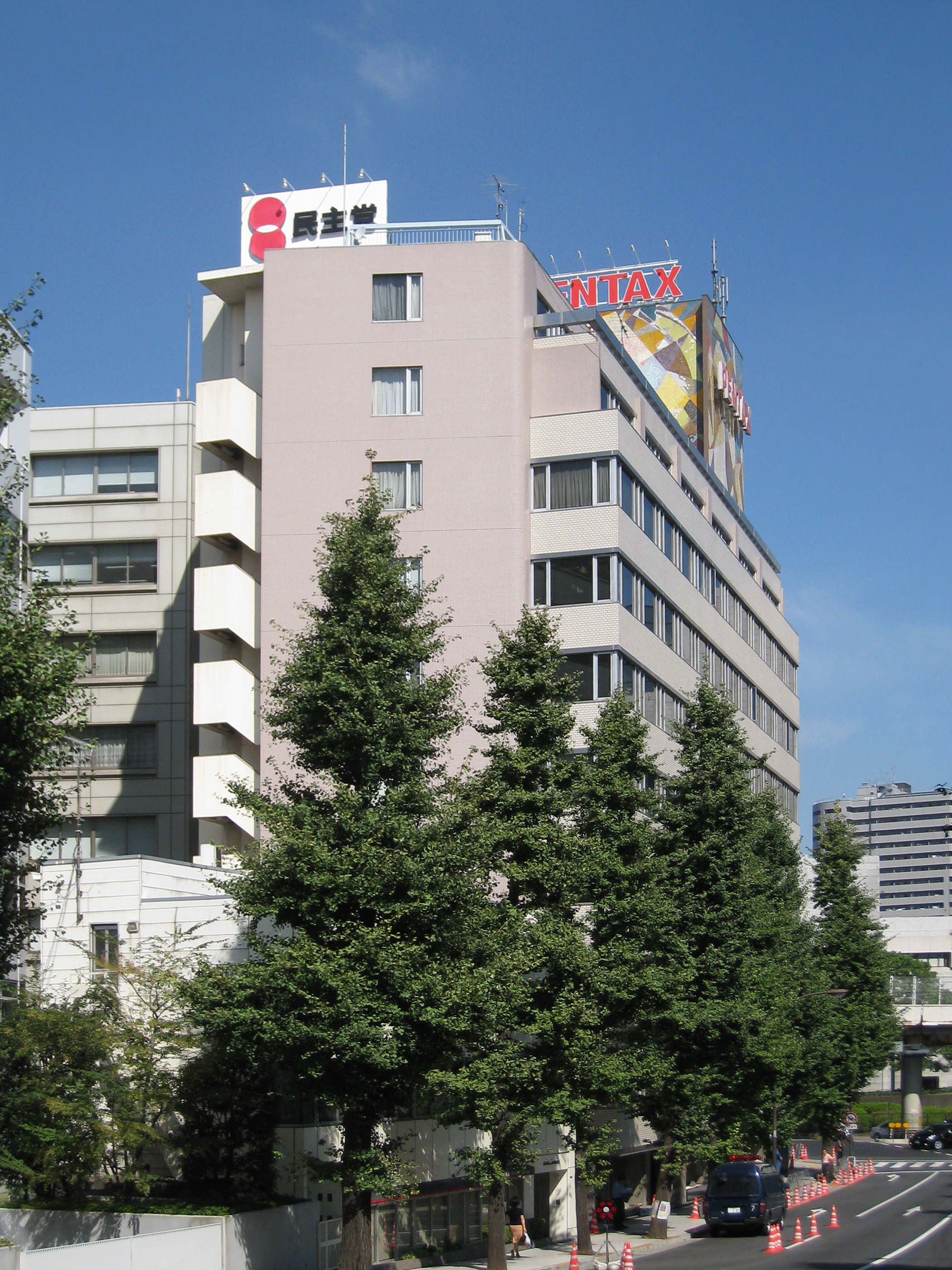
Die Parteizentrale der DPJ im Tokioter Regierungsviertel Nagatachō

Die Demokratische Partei (jap. 民主党 Minshutō, englisch The Democratic Party of Japan, kurz DPJ, vereinzelt auch DP) war eine politische Partei in Japan. Sie war lange die zweitstärkste Kraft in der japanischen Politik hinter der Liberaldemokratischen Partei (LDP), konnte jedoch bei den Unterhauswahlen 2009 erstmals die absolute Mehrheit erlangen. Sie wurde 1996 gegründet und hatte seither weite Teile der Opposition gebündelt, eines ihrer Ziele war die Transformation Japans in ein Zweiparteiensystem. Nach dem jährlichen Bericht zur Parteienfinanzierung hatte die Partei im Fiskaljahr 2006 rund 42.000 Mitglieder und erhielt staatliche Parteienfinanzierung in Höhe von 10,48 Mrd. Yen (rund 60 Mio. Euro).
Im März 2016 schloss sich die Demokratische Partei mit der Ishin no Tō zur „Demokratischen Fortschrittspartei“ (englisch „Demokratische Innovationspartei“) zusammen. Beide Parteien bildeten seit 2015 eine Fraktionsgemeinschaft im Unterhaus.
Da die DPJ zur Volkspartei gewachsen war und die japanische Politik stark personenorientiert ist, lässt sich die politische Richtung nicht genau eingrenzen. Sie vertrat jedoch in stärkerem Maße als die LDP liberale Positionen und wurde als „Mitte-links“-Partei beschrieben. Die stärkste Unterstützung bei Wahlen erhielt sie in den städtischen Ballungsräumen. Wie die LDP gliederte sich die DPJ in Faktionen; diese waren jedoch weniger scharf abgegrenzt und gründeten sich auf Parteizugehörigkeiten und Loyalitäten aus der Zeit vor der Parteigründung.

## Entstehung und Geschichte
Die Initiative zur Gründung der Demokratischen Partei ging 1996 von Naoto Kan und Yukio Hatoyama aus der Neuen Partei Sakigake aus, die zusammen mit der LDP und der schwächelnden Sozialdemokratischen Partei (SDP) regierte. Nach dem Rücktritt von Premierminister Tomiichi Murayama befand sich die SDP in einer existentiellen Krise und die größte Oppositionspartei, die Neue Fortschrittspartei (NFP), stand unter Vorsitz des dominanten Ex-LDP-Politikers Ichirō Ozawa. Mit dem Ziel, eine dritte Kraft aufzubauen, bildeten Kan und Hatoyama zusammen mit Kunio Hatoyama (NFP) und Tomiko Okazaki (früher SDP) ein Gründungskomitee für die Demokratische Partei.
Im September 1996 wurde die DPJ mit 50 Unterhaus- und 5 Oberhausabgeordneten formell gegründet, den Vorsitz teilten sich Naoto Kan und Yukio Hatoyama. Trotz dieser unklaren Führungsstruktur, noch fehlender Parteibasis und unklarem Parteiprogramm erhielt die Partei bei der Unterhauswahl im Oktober 1996 52 Sitze und baute ihre Position als drittstärkste Partei leicht aus. Anfangs blieb die Zukunft der DPJ im inneren Richtungsstreit zwischen eher konservativen ehemaligen Sakigake-Mitgliedern und ehemaligen Sozialdemokraten unsicher. Im September 1997 wurde die Doppelspitze abgeschafft: Kan wurde Parteivorsitzender, Hatoyama Generalsekretär.
Ozawas NFP verlor ab 1996 eine Reihe von Mitgliedern, die sich zu neuen Gruppierungen zusammenschlossen. Zum Jahresende 1997 löste sich die NFP schließlich ganz auf. Die entstandenen Gruppen im Parlament, die Taiyōtō („Sonnenpartei“) von Tsutomu Hata, die Kokumin no Koe („Stimme des Volkes“) von Michihiko Kano und Katsuya Okada, die Shintō Yūai („Neue Brüderlichkeitspartei“) von Kawabata Tatsuo, die From Five von Morihiro Hosokawa und der Minshū Kaikaku Rengō („Demokratischer Reformbund“) schlossen sich im Januar 1998 der DPJ-Fraktion im Parlament an, die Partei übernahm schlagartig die Führungsrolle in der Opposition.

### Neugründung 1998
Am 27. April 1998 wurde die „neue DPJ“ gegründet, die die Mitgliedsparteien der gemeinsamen Parlamentsfraktion vereinigte – drei davon hatten sich inzwischen zur Minseitō zusammengeschlossen. Unter Naoto Kans Vorsitz konnte die DPJ bei der Oberhauswahl 1998 ihre schwache Position in der zweiten Kammer verbessern. Allerdings scheiterte Kan 1999 bei der Wahl zum Parteivorsitzenden, Yukio Hatoyama wurde sein Nachfolger.

### „Ära Koizumi“ und die Wahlniederlage 2005
Aus den Unterhauswahlen 2000 ging die Partei um 34 Sitze gestärkt hervor. Eine gemeinsame Wahlstrategie mit den inzwischen auf eine Splitterpartei reduzierten Sozialdemokraten und der Liberalen Partei von Ichirō Ozawa war anfangs auch gegen den populären Premierminister Jun’ichirō Koizumi erfolgreich. 2002 übernahm Kan erneut den Parteivorsitz. Im September 2003 trat die Liberale Partei der DPJ bei. Bei den Unterhauswahlen 2003, zu denen sie erstmals mit einem Schattenkabinett und einem klar formulierten Wahlprogramm (Manifesto) antrat, gewann die Partei 177 von 194 Sitzen für die Opposition: Auch wenn sie die LDP-Mehrheit nicht entscheidend angreifen konnte, war es der DPJ gelungen zur dominierenden Oppositionspartei anzuwachsen.
2004 musste Kan nach einem Skandal um versäumte Einzahlungen ins Rentensystem zurücktreten, den Parteivorsitz übernahm Katsuya Okada. Der Reformkurs von Premierminister Koizumi führte unterdessen zu inneren Streitigkeiten in der LDP. Als die geplante Postprivatisierung 2005 am innerparteilichen Widerstand zu scheitern drohte, schien die Stunde der DPJ gekommen. Koizumi ließ die Gegner der Postprivatisierung, die sogenannten „Rebellen“, aus der LDP ausschließen und rief Neuwahlen aus. Allerdings gelang es der DPJ nicht, Kapital aus der Situation zu schlagen. Die hohe Popularität Koizumis, die Tatsache, dass das politische Programm der DPJ in vielen Bereichen noch radikalere Reformen als Koizumi forderte, und die nur zögerliche Thematisierung des unpopulären Irak-Einsatzes der Selbstverteidigungsstreitkräfte führten bei den Unterhauswahlen am 11. September 2005 zu einer heftigen Niederlage. Die DPJ verlor 64 Sitze, der Vorsitzende Okada trat zurück.

### Seiji Maehara und der Livedoor-Skandal
Noch im September 2005 übernahm Seiji Maehara die Führung der Partei. Er gewann knapp gegen Naoto Kan, der sich wieder zur Wahl gestellt hatte. Damit entschied sich die Partei für ein jüngeres, frisches Gesicht, um sich selbst von innen erneuern zu können. Maehara selbst sagte dazu: „Ich werde daran arbeiten, die Partei wieder aufzubauen und die Demokratie auch in Japan zum Funktionieren bringen.“ Parteipolitisch ist es letztlich das Ziel, und diese Aussage war auch aus Reihen der DPJ schon zu hören, Japan dem Zweiparteiensystem näher zu bringen. So sagte am 22. Oktober 2003 (im Rahmen des Zusammenschlusses von DPJ und LP) Kan: „Die LDP sollte die Macht wenigstens einmal an die DPJ abgeben, so dass ein Zweiparteiensystem entsteht, das Regierungswechsel ermöglicht.“
Anfang 2006 versuchte die DPJ politisches Kapital aus dem Livedoor-Skandal zu ziehen: Nachdem Bilanzfälschung, Insiderhandel und aggressive Übernahmepolitik zum Zusammenbruch des Internetunternehmens Livedoor geführt hatten, wurden Vorwürfe gegen die regierende LDP laut, in die illegalen Aktivitäten von livedoor verwickelt zu sein. Eine in diesem Zusammenhang als Beweis vorgebrachte E-Mail stellte sich jedoch als von der DPJ lancierte Fälschung heraus, woraufhin Maehara am 31. März als Parteivorsitzender zurücktrat.
Am 7. April wurde der erfahrene Ichirō Ozawa mit 119 gegen 72 Stimmen für Naoto Kan zum Parteivorsitzenden gewählt. Ozawa, der den politischen Gegner LDP als langjähriger Abgeordneter, früherer Generalsekretär und Innenminister von innen kennt, sagte nach der Wahl: „Ich empfinde große Verantwortung angesichts der vor uns liegenden Aufgaben - der Erneuerung der Partei und dem Weg an die Macht.“

### Gewinn der Oberhausmehrheit 2007 und Ablehnung der großen Koalition
Aus den Wahlen zum Oberhaus am 29. Juli 2007 ging die DPJ als stärkste Partei hervor. Der Wahlkampf war von einem Skandal im staatlichen Rentensystem, mehreren Ministerrücktritten und damit verbundenen Zweifeln an der Führungsstärke von Premierminister Abe bestimmt gewesen. Das Ozawa Manifesto, das Wahlprogramm der DPJ, machte drei zentrale Wahlversprechen:
- Einführung eines „Rentensparbuchs“ zur Dokumentation der Rentenansprüche
- Einführung eines Kindergelds in Höhe von 26.000 Yen und Anstrengungen für eine kinderfreundlichere Gesellschaft
- Wiederbelebung ländlicher Regionen durch Förderung der Landwirtschaft mittels eines „individuellen Einkommenszuschusssystems“

Zwar war die Regierungsfähigkeit der LDP-geführten Koalition durch den Verlust der Mehrheit in der zweiten Kammer nur geringfügig beeinträchtigt, da sie im Unterhaus über eine Zweidrittelmehrheit verfügte. Jedoch trat der LDP-Vorsitzende und Premierminister Shinzō Abe bald nach der Wahl zurück und wurde durch Yasuo Fukuda ersetzt.
Fukuda verhandelte im Herbst 2007 mit Ichirō Ozawa angesichts der neuen Mehrheitsverhältnisse (Nejire Kokkai) und dem politischen Streit über die Verlängerung des Antiterrorismusgesetzes über die Bildung einer großen Koalition, wobei ungeklärt ist, von welcher Seite die Initiative für die Gespräche ausging. Die Partei lehnte eine mögliche Zusammenarbeit mit der LDP ebenso wie das folgende Rücktrittsangebot von Ozawa ab. Nach dem Scheitern der Initiative intensivierte die DPJ ihre Oppositionsarbeit und drängte auf vorzeitige Neuwahlen. Durch eine Blockadehaltung behinderte sie die Regierungsarbeit: Betroffen waren insbesondere die Verlängerung des Antiterrorismusgesetzes, die Mineralölsteuern und die Besetzung des Gouverneurs der Bank of Japan. Der Einsatz von Betankungsschiffen im Indischen Ozean musste unterbrochen werden, die Benzinpreise sanken für einen Monat und Toshirō Mutō, der Regierungskandidat für die Leitung der Zentralbank, wurde abgelehnt.

### Wahlkampf 2009 und Regierungswechsel
Nach einem Spendenskandal um das Bauunternehmen Nishimatsu Kensetsu im März 2009 trat Ozawa zwei Monate später als Parteivorsitzender zurück. Die demokratischen Abgeordneten beider Kammern wählten am 16. Mai 2009 Yukio Hatoyama zu seinem Nachfolger. Hatoyama führte die Demokratische Partei angesichts der schlechten Umfragewerte für den LDP-Vorsitzenden und Premierminister Tarō Asō optimistisch in den Wahlkampf zum Parlament der Präfektur Tokio im Juli 2009. Die Partei errang einen historischen Sieg und konnte die LDP nach über 40 Jahren als stärkste Partei in Tokio ablösen. Asō, aus der eigenen Partei unter Druck, löste das Unterhaus auf.
Zentrales Schlagwort der DPJ im Unterhauswahlkampf 2009 war die Forderung nach einem Regierungswechsel (seiken kōtai). Im Wahlprogramm (Manifesto) machte die DPJ mehrere kostenintensive Wahlversprechen, darunter wie 2007 die Forderungen nach Kindergeld und höheren Agrarsubventionen, außerdem die Abschaffung der Autobahnmaut und des „vorübergehenden Steuersatzes“ (zantei zeiritsu) auf Benzin. Im Gegenzug versprach sie, die „Verschwendung“ (mudazukai) öffentlicher Gelder in Infrastrukturprojekten und Behörden zu reduzieren und den Einfluss der Ministerialbürokratie auf politische Entscheidungen zurückzudrängen. Bei der Nominierung von Wahlkreiskandidaten kooperierte die Partei mit Verbündeten in der Opposition, darunter die Sozialdemokratische Partei (SDP) und die Neue Volkspartei (NVP). Die Unterhauswahl verschaffte der DPJ einen erdrutschartigen Sieg und die größte Mehrheit einer einzelnen Partei in der Nachkriegsgeschichte. Nach Koalitionsverhandlungen mit SDP und NVP wurde Yukio Hatoyama zum Premierminister gewählt. Im Kabinett Hatoyama stellte die DPJ 16 von 18 Staatsministern.
Die Partei musste bereits wenige Monate nach der Regierungsübernahme Einbußen in ihren Umfragewerten hinnehmen: Yukio Hatoyama war seit dem Sommer 2009 wie Ichirō Ozawa von einem Spendenskandal betroffen; und nach der Regierungsübernahme musste die Partei mehrere ihrer Wahlversprechen aus Kostengründen aufgeben oder abschwächen, darunter die Senkung der Mineralölsteuer und die Abschaffung der Autobahnmaut.
Am 2. Juni 2010 erklärte Hatoyama seinen Rücktritt als Parteivorsitzender und Premierminister. Naoto Kan wurde am 4. Juni 2010 erneut zum Parteivorsitzenden und damit anschließend von der DPJ-Mehrheit im Parlament zum neuen Premierminister gewählt. Bei den Wahlen im Juli 2010 erhielt die Partei zwar erneut die meisten Stimmen, verlor aber mehrere Wahlkreismandate und damit die Oberhausmehrheit. Im resultierenden „verdrehten Parlament“ war sie auf die Zusammenarbeit mit Teilen der Opposition angewiesen, da sie nicht über eine Zweidrittelmehrheit im Unterhaus verfügte. Nach dem Rücktritt Kans im August 2011 wurde Yoshihiko Noda zum Parteivorsitzenden und Premierminister gewählt.

### Wahlniederlage 2012 und Umbenennung
Bei der Unterhauswahl 2012 wurde die DPJ-Regierung abgewählt und Noda trat anschließend als Parteivorsitzender und Premierminister zurück. Zu seinem Nachfolger wurde Banri Kaieda ernannt, unter dessen Führung die DPJ auch die Oberhauswahl 2013 sowie die Unterhauswahl 2014 deutlich gegen die LDP unter Shinzō Abe verlor. Da Kaieda 2014 seinen Parlamentssitz verloren hatte, wurde Katsuya Okada erneut zum Parteivorsitzenden gewählt. Dieser ging ab 2015 für eine gemeinsame Wahlstrategie eine Kooperation mit der Kommunistischen Partei Japans ein, was vermehrt zu Parteiaustritten von konservativen DPJ-Mitgliedern wie Takeaki Matsumoto führte. Im gleichen Jahr bildete die DPJ mit der Ishin no Tō eine Gemeinschaftsfraktion im Unterhaus und fusionierte mit dieser schließlich im März 2016 zur Demokratischen Fortschrittspartei. Rechtlich erfolgte dies durch eine Umbenennung der DPJ und den Beitritt der Ishin-Mitglieder in diese.

## Parlamentsfraktionen
Die DPJ-Fraktion (民主党・無所属クラブ, Minshutō – Mushozoku Kurabu; Demokratische Partei/Unabhängiger Klub) im Unterhaus hatte im Januar 2012 291 Mitglieder. Im Oberhaus existierte eine gemeinsame Fraktion (民主党・新緑風会, Minshutō – Shinryokufūkai; Demokratische Partei/Shinryokufūkai) mit 106 Mitgliedern, Fraktionsvorsitzender war dort Azuma Koshiishi.

## Faktionen
Auch wenn der Faktionalismus in der DPJ nicht so fest gefügt war wie in der LDP, waren auch die Abgeordneten der DPJ in Faktionen organisiert, die sich oft aus gemeinsamer politischer Herkunft vor der Parteigründung ergaben. Im Vergleich zur LDP fluktuierten die Grenzen zwischen den Faktionen stärker und ein Abgeordneter konnte auch Mitglied mehrerer Gruppierungen gleichzeitig sein. Dementsprechend verhielten sich die Faktionen bei politischen Entscheidungen und Abstimmungen auch seltener als geschlossene Blöcke. In Medien und Öffentlichkeit wurden sie wie bei der LDP meist nach ihren Führungspolitikern benannt, im Gegensatz zur LDP aber nicht mit dem Zusatz -ha (派, „-Faktion“), sondern -gurūpu (グループ, „Gruppe“ von englisch group). Die Faktionen der DPJ waren:
- Ozawa-Gruppe aus Anhängern von Ichirō Ozawa, bestehend aus dem Isshinkai (一新会, dt. „Erneuerungsrat“) aus überwiegend jungen/neuen Abgeordneten, einer weiteren Gruppe aus ehemaligen Mitgliedern der Liberalen Partei. Die Gruppe war durch die sogenannten „Ozawa Children“ (von Ozawa ausgewählte junge Kandidaten, die sich 2009 in großer Zahl durchsetzen konnten) mit über 100 Mitgliedern zur klar dominierenden Gruppe der Partei angewachsen.[10] Sie wurde gelegentlich mit der früheren Tanaka-Faktion der LDP verglichen,[11] die lange die Geschicke der LDP und damit des Landes bestimmte und in deren Nachfolgefaktion Heisei Kenkyūkai Ozawa selbst bis in die Führung aufgestiegen war, bevor er die LDP 1993 verließ und damit erstmals in die Opposition zwang.
- Seiken Kōyaku o Jitsugen suru Kai (政権公約を実現する会, dt. „Versammlung zur Umsetzung des Wahlprogramms“), Hatoyama-Gruppe um Yukio Hatoyama, teilweise aus ehemaligen Mitgliedern der Neuen Partei Sakigake.
- Seiken Senryaku Kenkyūkai (政権戦略研究会, dt. „Forschungsrat für politische Strategie“), Hata-Gruppe um Tsutomu Hata, Kōzō Watanabe und Hajime Ishii, teilweise aus ehemaligen Mitgliedern der Neuen Fortschrittspartei.
- Ryōunkai (凌雲会, dt. etwa „Über-den-Wolken-Rat“), Maehara-Gruppe um Seiji Maehara, Yukio Edano und Yoshito Sengoku, teilweise aus ehemaligen Mitgliedern der Neuen Partei Sakigake und der Neuen Japan-Partei.
- Kaseikai (花斉会, dt. etwa „Lasst-Blumen-blühen-Versammlung“), Noda-Gruppe um Yoshihiko Noda und Akihisa Nagashima, teilweise aus Absolventen des Matsushita Seikei Juku (松下政経塾, engl. Matsushita Institute of Government and Management).
- Minshakyōkai (民社協会, dt. „Demokratisch-Sozialistische Gesellschaft“), Kawabata-Gruppe um Tatsuo Kawabata aus ehemaligen Mitgliedern der ehemaligen Demokratisch-Sozialistischen Partei (Minshatō).
- Kuni no Katachi Kenkyūkai (国のかたち研究会, dt. „Forschungsrat für den Zustand des Landes“), Kan-Gruppe um Naoto Kan und Satsuki Eda, teilweise aus ehemaligen Mitgliedern der Neuen Partei Sakigake.
- Liberal no Kai (リベラルの会, Riberaru no Kai, dt. „Versammlung der Liberalen“), Gruppe um Hideo Hiraoka und Shōichi Kondō.
- Shin-seikyoku Kondankai (新政局懇談会, dt. „Beratungsgremium für eine neue politische Situation“), Yokomichi-Gruppe um Takahiro Yokomichi und Azuma Koshiishi bestehend aus ehemaligen Mitgliedern der Sozialistischen Partei Japans.
- ‚Nippon no Grand Design‘ Kenkyūkai, im März 2011 gegründete Gemba-Gruppe aus etwa 30 Abgeordneten um Minister Kōichirō Gemba.[12]

Die offiziellen Namen der Faktionen waren ähnlich sinnfrei wie bei der konkurrierenden LDP; allerdings drückte die Mitgliedschaft in den Faktionen wegen des breiten politischen Spektrums der DPJ in stärkerem Maße gemeinsame politische Positionen aus als bei der LDP. Die Mitgliedschaft der DPJ reichte von ehemaligen Sozialisten und Sozialdemokraten wie Naoto Kan oder Takahiro Yokomichi bis zu konservativen und liberalen ehemaligen Mitgliedern der LDP wie Seiji Maehara oder Ichirō Ozawa.

## Führungsstruktur

### Parteivorsitzende
Hauptartikel: Wahl des Vorsitzenden der japanischen Demokratischen Partei
Ähnlich wie bei der LDP wurde der Vorsitzende formal von Abgeordneten, Parteimitgliedern und Anhängern gewählt, in den meisten Fällen aber nur von den nationalen Abgeordneten bestimmt.

#### „alte“ DPJ (1996–1998)
- Naoto Kan, Yukio Hatoyama (Co-Vorsitz): Sep. 1996–Sep. 1997
- Naoto Kan: Sep. 1997–Apr. 1998

#### „neue“ DPJ (1998–2016)
- Naoto Kan: Apr. 1998–Sep. 1999
- Yukio Hatoyama: Sep. 1999–Dez. 2002
- Naoto Kan: Dez. 2002–Mai 2004
- Katsuya Okada: Mai 2004–Sep. 2005
- Seiji Maehara: Sep. 2005–Apr. 2006
- Ichirō Ozawa: Apr. 2006–Mai 2009
- Yukio Hatoyama: Mai 2009–Juni 2010
- Naoto Kan: Juni 2010–August 2011
- Yoshihiko Noda: August 2011–Dezember 2012
- Banri Kaieda: Dezember 2012–Dezember 2014
- Katsuya Okada: Dezember 2014–Oktober 2016

### Parteivorstand
Wichtige Positionen im Parteivorstand neben dem Parteivorsitzenden waren (Stand: 31. August 2011):
- der Generalsekretär Azuma Koshiishi,
- der Vorsitzende des politischen Forschungsausschusses Seiji Maehara
- und der Vorsitzende des Komitees für Parlamentsangelegenheiten (Kokkai Taisaku Iinkai) Hirofumi Hirano.

Daneben gehörten zum Vorstand unter anderem die „höchsten Berater“ (saikō komon) Tsutomu Hata, Yukio Hatoyama, Naoto Kan, Kōzō Watanabe, Satsuki Eda, Hirohisa Fujii und Katsuya Okada, die Vizevorsitzenden (fuku-daihyō), der Vorsitzende des Wahlkampfausschusses Yoshiaki Takai, der stellvertretende Generalsekretär (kanjichō daikō) Shinji Tarutoko, der stellvertretende Generalsekretär (kanjichō dairi) Kōriki Jōjima, die Vorsitzenden verschiedener Sachausschüsse und elf regionale Verantwortliche organisiert nach den Verhältniswahlblöcken im Unterhaus.
Das traditionell einflussreiche Amt des Vorsitzenden des politischen Forschungsausschusses (政策調査会, seisaku chōsakai) wurde wie das ganze Gremium 2009 abgeschafft, um den Einfluss der Ministerialbürokratie auf politische Entscheidungen zurückzudrängen und diese stärker den vom Volk gewählten Amtsträgern in Parlament und Regierung zu übertragen. Im Juni 2010 wurde die Position vom neuen Parteivorsitzenden Naoto Kan wieder eingeführt.

## Wahlergebnisse

### National
Wahlsiege als stärkste Partei fett hervorgehoben.
| Jahr | Unterhauswahlergebnisse | Unterhauswahlergebnisse | Unterhauswahlergebnisse | Unterhauswahlergebnisse | Unterhauswahlergebnisse | Unterhauswahlergebnisse | Oberhauswahlergebnisse | Oberhauswahlergebnisse | Oberhauswahlergebnisse | Oberhauswahlergebnisse | Oberhauswahlergebnisse | Oberhauswahlergebnisse | Oberhaus- zusammensetzung |
| Jahr | Kandidaten              | Direktwahl              | Direktwahl              | Verhältniswahl          | Verhältniswahl          | Mandate gesamt          | Kandidaten             | Direktwahl             | Direktwahl             | Verhältniswahl         | Verhältniswahl         | Mandate gesamt         | Oberhaus- zusammensetzung |
| Jahr | Kandidaten              | Stimmenanteil           | Mandate                 | Stimmenanteil           | Mandate                 | Mandate gesamt          | Kandidaten             | Stimmenanteil          | Mandate                | Stimmenanteil          | Mandate                | Mandate gesamt         | Oberhaus- zusammensetzung |
| ---- | ----------------------- | ----------------------- | ----------------------- | ----------------------- | ----------------------- | ----------------------- | ---------------------- | ---------------------- | ---------------------- | ---------------------- | ---------------------- | ---------------------- | ------------------------- |
| 1996 | 161                     | 10,6 %                  | 17/300                  | 16,1 %                  | 35/200                  | 52/500                  |                        |                        |                        |                        |                        |                        |                           |
| 1998 |                         |                         |                         |                         |                         |                         | 48                     | 16,2 %                 | 15/76                  | 21,8 %                 | 12/50                  | 27/126                 | 47/252                    |
| 2000 | 262                     | 27,6 %                  | 80/300                  | 25,2 %                  | 47/180                  | 127/480                 |                        |                        |                        |                        |                        |                        |                           |
| 2001 |                         |                         |                         |                         |                         |                         | 63                     | 18,5 %                 | 18/73                  | 16,4 %                 | 8/48                   | 26/121                 | 59/247                    |
| 2003 | 277                     | 36,7 %                  | 105/300                 | 37,4 %                  | 72/180                  | 177/480                 |                        |                        |                        |                        |                        |                        |                           |
| 2004 |                         |                         |                         |                         |                         |                         | 74                     | 39,1 %                 | 31/73                  | 37,8 %                 | 19/48                  | 50/121                 | 82/242                    |
| 2005 | 299                     | 36,4 %                  | 52/300                  | 31,0 %                  | 61/180                  | 113/480                 |                        |                        |                        |                        |                        |                        |                           |
| 2007 |                         |                         |                         |                         |                         |                         | 80                     | 40,5 %                 | 40/73                  | 39,5 %                 | 20/48                  | 60/121                 | 109/242                   |
| 2009 | 330                     | 47,4 %                  | 221/300                 | 42,4 %                  | 87/180                  | 308/480                 |                        |                        |                        |                        |                        |                        |                           |
| 2010 |                         |                         |                         |                         |                         |                         | 106                    | 39,0 %                 | 28/73                  | 31,6 %                 | 16/48                  | 44/121                 | 106/242                   |
| 2012 | 267                     | 22,8 %                  | 27/300                  | 15,9 %                  | 30/180                  | 57/480                  |                        |                        |                        |                        |                        |                        |                           |
| 2013 |                         |                         |                         |                         |                         |                         | 55                     | 16,3 %                 | 10/73                  | 13,4 %                 | 7/48                   | 17/121                 | 59/242                    |
| 2014 | 198                     | 22,5 %                  | 38/295                  | 18,3 %                  | 35/180                  | 73/475                  |                        |                        |                        |                        |                        |                        |                           |

### Präfekturebene
Die Position der Demokratischen Partei in den Präfekturen war im Vergleich zu ihrer Stellung in der nationalen Politik schwach. Bis 2012 war es ihr nur in zwei Präfekturparlamenten landesweit gelungen, stärkste Partei zu werden: Iwate und Tokio. Insgesamt stellt sie ca. 500 der etwa 2500 Präfekturparlamentsabgeordneten landesweit. Bei den 41 Präfekturparlamentswahlen, die bei den einheitlichen Regionalwahlen 2011 durchgeführt wurden, erhielten ihre Kandidaten 16,4 % der Stimmen gegenüber 37,6 % für LDP-Kandidaten.
Nur wenige DPJ-gestützte Gouverneurskandidaten konnten sich gegen einen LDP-gestützten Kandidaten durchsetzen, darunter sind unter anderem Takuya Tasso in Iwate, Heita Kawakatsu in Shizuoka, Yukiko Kada in Shiga und Shuichi Abe in Nagano. In vielen Präfekturen unterstützten die großen Parteien aber explizit oder implizit einen gemeinsamen Gouverneurskandidaten.

### Kommunalebene
Trotz ihres Rufs als städtische Partei gelang es der Demokratischen Partei auch in den (seit 2012: 20) regierungsdesignierten Großstädten nur im Einzelfall, die LDP zu schlagen; bei den 15 Ratswahlen in Großstädten, die bei den einheitlichen Regionalwahlen 2011 durchgeführt werden, erhielten ihre Kandidaten insgesamt 17,2 % der Stimmen gegenüber 24,1 % für LDP-Kandidaten. Nur in Sapporo (Hokkaidō) gewann sie eine relative Mehrheit der Mandate. Ihre starke Position im Rat der Stadt Nagoya (Aichi), das als eine Hochburg der Demokraten galt, hatte sie bei den Recallneuwahlen kurz zuvor verloren.
Mit Demokratischer Unterstützung gewählte Großstadtbürgermeister waren unter anderem Fumio Ueda in Sapporo (Hokkaidō) und Fumiko Hayashi in Yokohama (Kanagawa), wobei die Unterstützung für Kandidaten vielerorts Parteigrenzen überschreitet oder Allparteienkandidaten (ohne Kommunisten) aufgestellt werden. Jenseits der größeren Städte, Tokios Bezirken und einigen Ausnahmen ist die Kommunalpolitik wenig parteipolitisch organisiert.